# Roker Park
Roker Park je dnes již zaniklý fotbalový stadion, který se nacházel ve městě Sunderland, ve Spojeném království. Pojmenován byl podle obecního parku Roker. V letech 1897 – 1997 byl stadion domovem ligového klubu Sunderland AFC.
Tehdejší předseda Sunderlandu a jeho bratr se rozhodli přestěhovat "Černé kočky" z Newcastle Road na vlastní svatostánek. Newcastle Road sloužil Sunderlandu 12 let. Zakoupili tedy hospodářskou půdu od pana Tennanta. Dílem dohody bylo taktéž, že Sunderland musí postavit dům na stejném místě jako bude stát stadion. Do doby než byl dům postaven, musel Sunderland stále platit nájem. Uprostřed roku 1898 byla země natrvalo koupena a Roker Park se začal stavět. Byl dřevěný a tak jeho doba budování nezabrala více než tři měsíce. Trávník byl přivezen z Irska a na Roker Parku vydržel 37 let. 10. září 1898 nastal onen slavný den – Markýz Londonderry otevřel nový stadion. V historicky prvním zápase zvítězili Black Cats nad Liverpoolem 1:0, brankou Jima Leslieeho.
V roce 1913 se kapacita zvedla na 50 000 míst. V roce 1929 byla stará dřevěná tribuna zničena a nahrazena novou tribunou pojmenovanou „The Clock Stand“, který navrhl slavný architekt Archibald Leitch, jenž je autorem mnoha stadionů. Mezi jeho největší skvosty patřil Ibrox Park, stadion Glasgow Rangers; stadion Plymouthu Argyle a Goodison Park, domovský stánek Evertonu. Práce na nové tribuně klub skoro zruinovala, ovšem fanoušci se dočkali. Povolená kapacita a většinou uváděná byla 60 000, ale podle kronik na zápas chodilo i 75 000 diváků (největší návštěva 75 118). Když Anglie hostila mistrovství světa, na Roker Parku se dostavěl střecha nad Fulwell End. V sedmdesátých letech si stadion prošel ještě větším zvelebením, konkrétně se jednalo o elektronické zlepšení.
V osmdesátých letech se blížil zánik Roker Parku, klub už neměl moc peněz na jeho zpracování. S revolucí nových pravidel FA se musel stadion plně zrekonstruovat, snížit kapacita atd. Předseda klubu Bob Murray se však rozhodl, že nic takového se dít nebude a začal hledat místo pro nový stadion. V roce 1992 byla v hlavních plánech uvedena kapacita stadionu na 48 000 míst, stadion měl stát blízko automobilky Nissan ve Washingtonu, jenomže vedení automobilky s tím nesouhlasilo. O pět let později, tedy v roce 1997 se už ale Sunderland stěhoval na Stadium of Light poblíž Monkwearmouthu, na pozemku monkwearmouthského uhelné dolu (dnes uzavřeného). A tak byl stařičký Roker Park, který "Černým kočkám" sloužil 99 let, zničen a namísto něj bylo postaveno sídliště. Posledním zápasem byl přátelák s Liverpoolem, který Sunderland vyhrál brankou Johna Mullina. Posledním zápasem v Premier League byl zápas s Everton (0:3), přičemž poslední ligovou branku vstřelil Allan Johnston. Po zápase se odehrála zvláštní ceremonie a hráč století Sunderlandu, Charli Hurley vyhrabal ze středu hřiště trochu země a přenesl jej na Stadium of Light.